# Bayerisches Zentrum für Krebsforschung

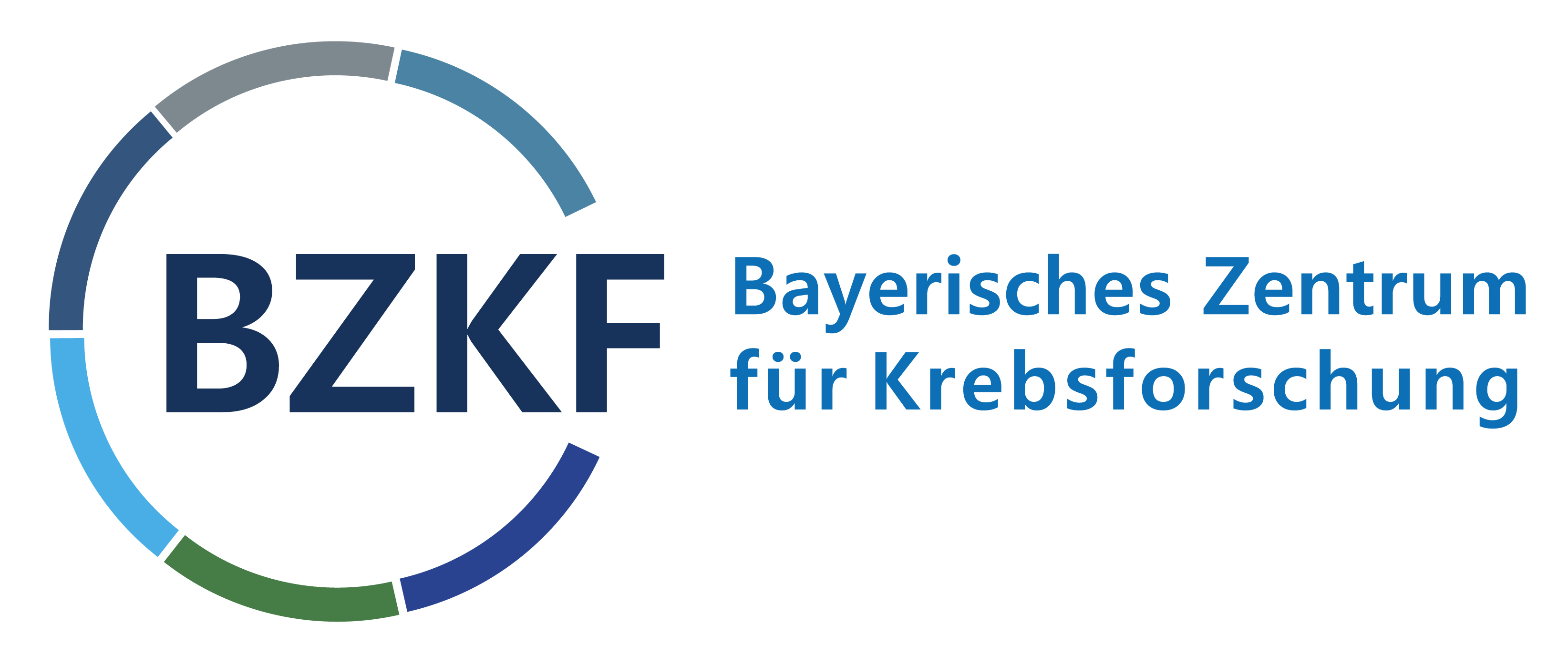
Das Logo des Bayerischen Zentrum für Krebsforschung (BZKF)

Das Bayerische Zentrum für Krebsforschung (BZKF) ist ein Zusammenschluss aller sechs bayerischen Universitätsstandorte: Augsburg, Erlangen, München (Ludwig-Maximilians-Universität und Technische Universität), Regensburg und Würzburg sowie der ihnen zugeordneten Universitätsklinika und deren Medizinischen Fakultäten. Die BZKF-Geschäftsstelle hat ihren Sitz in Erlangen.
Das BZKF wird durch das Bayerische Staatsministerium für Wissenschaft und Kunst gefördert.
Seit 21. November 2019 bietet das Zentrum den Patienten Zugang zu Informationen und Therapieoptionen. Dafür wurde das BürgerTelefonKrebs als kostenfreier Telefonservice eingerichtet. Das BZKF ermöglicht den Zugang zu innovativen Diagnose‐ und Therapieverfahren durch Teilnahme an klinischen Studien. Der Erforschung und Etablierung neuer Ansätze der Früherkennung und Prävention von Krebserkrankungen wird ein herausragender Stellenwert eingeräumt. Die sechs bayerischen Universitätsmedizinstandorte bieten die Basis für ein international wettbewerbsfähiges Krebsforschungszentrum, das die Versorgung von Krebspatienten in allen Landesteilen unter Einbindung aller Versorgungspartner und Nutzung der Möglichkeiten der Digitalisierung wohnortnah realisiert.

## Entstehung

### Schritte bis zur Gründung
Im März 2018 entstand die Idee zur Gründung des Zentrums und eine erste Schreibgruppe, zusammengesetzt aus Vertretern aller sechs bayerischen Universitätsstandorte, erarbeitete das BZKF-Konzeptpapier. Nachfolgend wurde der Aufbau des Zentrums in der Regierungserklärung „Das Beste für Bayern“ vom 18. April 2018 durch Ministerpräsident Markus Söder angekündigt. Das Auftaktgespräch mit Ministerialdirigent Michael Mihatsch fand am 30. Mai 2018 statt. Am 5. November 2018 wurde die Einrichtung des Krebsforschungszentrums im Koalitionsvertrag von der Bayerischen Staatsregierung verankert. Das gemeinsame Konzept der Bayerischen Universitätsklinika und Medizinischen Fakultäten wurde im April 2019 finalisiert und schließlich am 24. August desselben Jahres vor dem bayerischen Staatsministerium für Wissenschaft und Kunst vorgestellt und verabschiedet. Im Rahmen eines Festakts mit Söder unterzeichnete Wissenschaftsminister Bernd Sibler gemeinsam mit den Vertretern der bayerischen Universitätsklinika sowie den dazugehörigen Universitäten den Kooperationsvertrag in Erlangen. Am 21. November 2019 wurde das BZKF offiziell gegründet.

### Ziele und Aufgaben
Kerngedanke des Zentrums ist es, spezielle Expertise und die dafür erforderlichen Infrastrukturen gezielt an einzelnen Standorten aufzubauen und für alle Standorte nutzbar zu machen. Das gemeinsame Motto lautet „Unser Weg zur internationalen Spitze heißt Exzellenz stärken – Wissen teilen“.
Das Ziel des BZKF ist die Verbesserung der Versorgung von onkologischen Patienten durch die Bündelung der Kompetenzen und des Wissens aller sechs bayerischen Universitätsstandorte und ihrer zugeordneten Universitätsklinika und deren Medizinischen Fakultäten.
Der Fokus des BZKF liegt dabei auf den Aspekten Prävention, Diagnostik und Therapie von Krebserkrankungen und der Bürgerinformation in der Fläche.
Dabei umfassen die Aufgaben des Zentrums primär, Patienten den Zugang zu neuen Therapien zu ermöglichen und die präklinische Krebsforschung voranzutreiben. Die Aktivitäten des BZKF sollen eine schnelle Wissensübertragung von Erkenntnissen aus der Forschung in die Krankenversorgung beschleunigen und standortübergreifende klinische Krebsstudien initiieren und unterstützen. Des Weiteren soll eine einheitliche Grundstruktur etabliert werden, auf welche alle Standorte zugreifen können. Ein weiteres Ziel ist der Ausbau des kostenfreien Telefonservice durch das BürgerTelefonKrebs.

### Entwicklungsschritte
Der Start des kostenfreien BürgerTelefonKrebs sowie die Liveschaltung der Homepage des Zentrums war am 6. Juli 2020. Zeitgleich begann die aktive Vernetzung der einzelnen BZKF-Standorte und die Arbeit der Projektgruppen. Seit April 2021 fördert das BZKF erste Leuchtturm-Projekte und entitätenspezifische Studiengruppen.
Zudem werden weitere Studiengruppen aufgebaut, die standortübergreifende Infrastruktur ausgebaut und eine internationale, spitzenmedizinische Zentrumsstruktur gestaltet.

## Aufbau

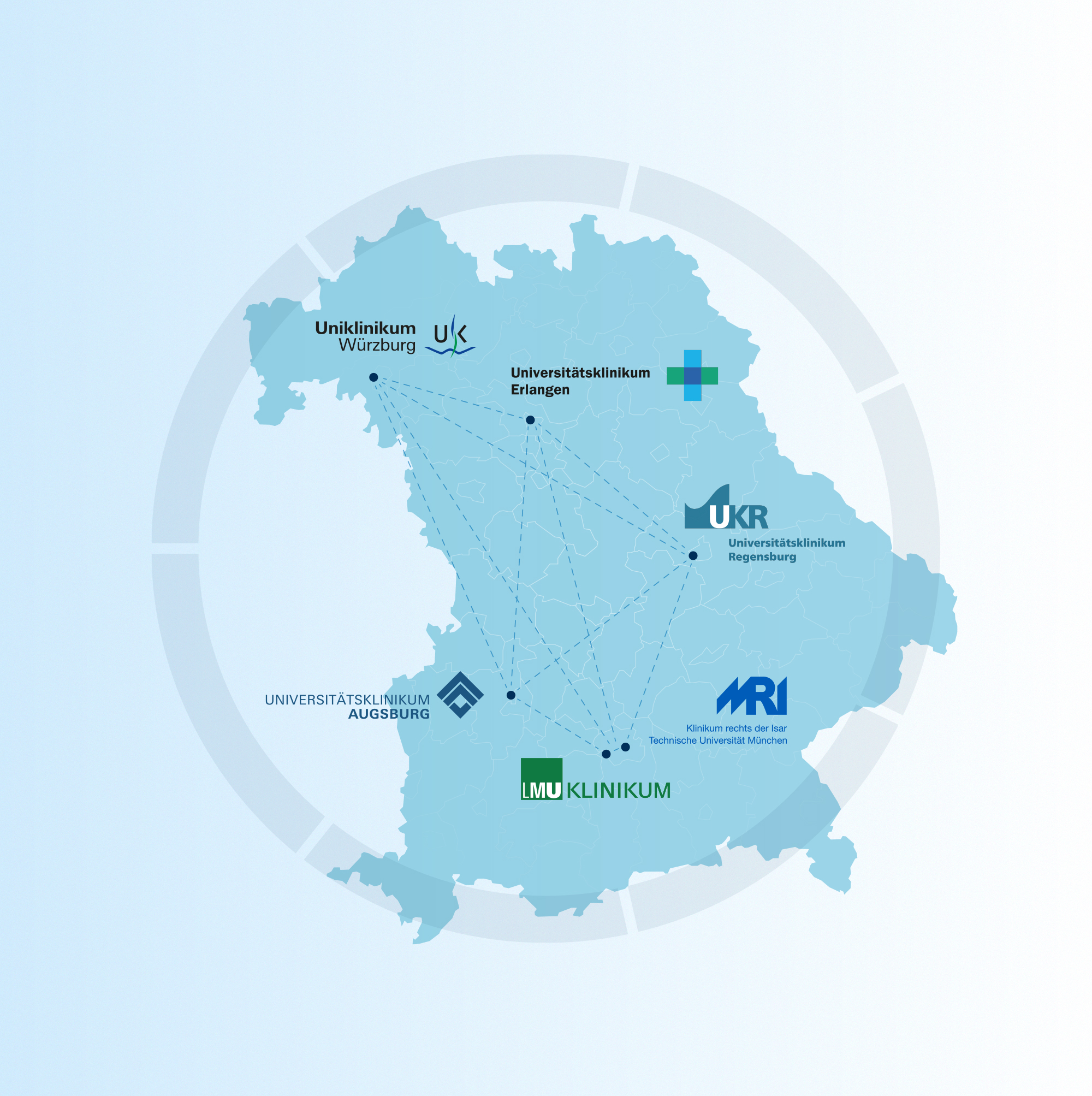
Das BZKF ist der Zusammenschluss der sechs bayerischen Uniklinika.

Das BZKF ist ein Zusammenschluss aus dem Universitätsklinikum Augsburg und der Universität Augsburg, dem Universitätsklinikum Erlangen und der Friedrich-Alexander-Universität Erlangen-Nürnberg, dem LMU Klinikum und der Ludwig-Maximilians-Universität München, dem Klinikum rechts der Isar und der Technische Universität München, dem Universitätsklinikum Regensburg und der Universität Regensburg sowie dem Universitätsklinikum Würzburg und der Julius-Maximilians-Universität Würzburg.
Die Grundlage des BZKF bilden die Comprehensive Cancer Center der sechs bayerischen Universitätsklinika. Die Organisationsstruktur des BZKF besteht aus einem Lenkungsausschuss, einem Direktorium, einem externen Beirat sowie der BZKF-Geschäftsstelle.

### Lenkungsausschuss
Der Lenkungsausschuss besteht aus sechs Vorstandsvertretern der Universitätsklinika und sechs Vorstandsvertretern der jeweiligen Universitäten.
- Albrecht Bender (Universitätsklinikum Erlangen)
- Stephanie Combs, (Technische Universität München)
- Sabine Doering-Manteuffel (Universität Augsburg)
- Matthias Frosch (JMU Würzburg, stellv. Vorsitzender des Lenkungsausschuss)
- Thomas Gudermann (Klinikum der Universität München, Vorsitzender des Lenkungsausschuss)
- Dirk Hellwig (Universitätsklinikum Regensburg)
- Oliver Kölbl (Universitätsklinikum Regensburg)
- Klaus Markstaller (Universitätsklinikum Augsburg)
- Jens Maschmann (Universitätsklinikum Würzburg)
- Markus F. Neurath (Universitätsklinikum Erlangen)
- Martin Siess (Klinikum rechts der Isar der Technischen Universität München)
- Tim von Oertzen, Universitätsklinikum Würzburg
- Markus Zendler, LMU Klinikum[6]

### Direktorium
Das Direktorium des BZKF besteht aus sechs Vertretern der lokalen Koordinationsteams der BZKF-Standorte und sechs benannten Stellvertretern der Universitätsmedizin Bayern.
- Andreas Mackensen (Universitätsklinikum Erlangen) ist Active Präsident des BZKF.

Die weiteren Mitglieder sind:
- Ralf C. Bargou (Universitätsklinikum Würzburg)
- Florian Bassermann (Klinikum rechts der Isar der Technischen Universität München)
- Matthias W. Beckmann (Universitätsklinikum Erlangen)
- Claus Belka (Klinikum der Universität München – Großhadern)
- Hermann Einsele (Universitätsklinikum Würzburg)
- Michael Frühwald (Universitätsklinikum Augsburg)
- Frederick Klauschen (Klinikum der Universität München – Großhadern)
- Tobias Pukrop (Universitätsklinikum Regensburg)
- Hans J. Schlitt (Universitätsklinikum Regensburg)
- Martin Trepel (Universitätsklinikum Augsburg)
- Wolfgang Weber (Technische Universität München)
- Michael Schoenberg (Patientenvertreter)
- Thomas Bein (Patientenvertreter)[6]

### Externer Beirat
Der externe Beirat des BZKF setzt sich aus sechs Fachexperten und einem Patientenvertreter zusammen.
- Michael Baumann (Deutsches Krebsforschungszentrum, DKFZ, DE)
- Florian Greten, Institut für Tumorbiologie und Experimentelle Therapie, DE
- Markus Manz (Universitätsspital Zürich, CH)
- Emma Morris (University College Hospital London, UK)
- Renata Pasqualini (University Hospital Newark, USA)
- Kurt Wagenlehner (München, Selbsthilfegruppe Blasenkrebs, Patientenvertreter, DE)

### Geschäftsstelle
Andreas Mackensen ist Direktor und damit Active Präsident des Zentrums. Die Geschäftsführung der BZKF-Geschäftsstelle hat Mandy Wahlbuhl-Becker inne.
Die Geschäftsstelle schafft die organisatorischen Voraussetzungen für eine standortübergreifende, strukturierte, zentrumsorientierte und langfristige Kooperation zwischen den sechs BZKF-Standorten. Der wissenschaftliche Austausch und die Vernetzung der relevanten Akteure spielt innerhalb der BZKF-Strukturen eine entscheidende Rolle. Zudem wird der kostenfreie Telefonservice des BürgerTelefonKrebs in der Geschäftsstelle koordiniert und gesteuert.

### Comprehensive Cancer Center
Die Comprehensive Cancer Center (CCC) der sechs bayerischen Universitätsklinika und deren lokale, beratende Koordinationsteams bilden die Basis des BZKF. Sie sind universitäre, zertifizierte onkologische Zentren, die nach klinischen Struktur- und Qualitätsvorgaben der Deutschen Krebsgesellschaft arbeiten und über die notwendigen wissenschaftlichen Strukturen Onkologischer Spitzenzentren verfügen. Die Zentren unterstützen einen flächendeckenden, einheitlichen, hohen Qualitätsstandard in der Krebsbehandlung und -versorgung für die Krebspatienten. Durch die enge Abstimmung der einzelnen CCC im BZKF-Zusammen-schluss werden Präventions-, Diagnose- und Therapieverfahren für Patienten stets weiterentwickelt und optimiert, mit dem Ziel diese rasch in die Krankenversorgung zu bringen. Alle CCC verfügen über Schwerpunktthemen, die sie mit langjährigen Erfahrungen in das BZKF einbringen.

## Finanzierung
Das BZKF wird durch das Bayerische Staatsministerium für Wissenschaft und Kunst unter Minister Markus Blume gefördert, welches die gesamte Mittelbereitstellung vom Aufbau bis zum Vollbetrieb des BZKF in Aussicht gestellt hat. In der Konzeptphase erfolgte der Abschluss des Kooperationsvertrags, die Definition der Struktur und der Beginn der Etablierung einer standortübergreifenden BZKF-Infrastruktur und der BZKF-Geschäftsstelle. Der Aufbau der Zentrumsstruktur, der Leuchtturmstruktur und die Etablierung erster klinischen Studiengruppen wurde im ersten Jahr 2020 mit 7,2 Mio. Euro gefördert. Für die Konzeptphase wurde ein Finanzbedarf von 15–30 Mio. Euro im zweiten Jahr, 30–45 Mio. Euro im dritten Jahr und 45–60 Mio. Euro ab dem Vollbetrieb im vierten Jahr kalkuliert.

## Forschung
Dank neuer Diagnostik- und Behandlungsmöglichkeiten sind die Überlebenschancen der Betroffenen bei vielen Krebsarten deutlich gestiegen. Um gegen Krebs erfolgreich zu sein, ist eine Zusammenarbeit von allen Forschern an den universitären BZKF-Standorten unerlässlich. Nur im Verbund kann die Krebsbekämpfung zum Wohle der Patienten in Bayern weiter vorangetrieben werden. Das Bayerische Zentrum für Krebsforschung (BZKF) hat sich die patientennahe Forschung als eines der primären Ziele gesetzt.
Neben den Comprehensive Cancer Center (CCC) der bayerischen Universitätsklinika forscht das BZKF innerhalb verschiedener Leuchtturmprojekten, klinischen Studiengruppen und zukünftig im Rahmen standortübergreifender Translationsgruppen. Es sind alle wissenschaftlichen Bereiche – Diagnostik, Lokaltherapie, Systemtherapie sowie Prävention, Lebensqualität und Klinische Dokumentation – sind im BZKF aktiv, um die Ergebnisse der Grundlagenforschung in neue Therapieformen und damit in die klinische Anwendung zu bringen.
Im Zuge der Implementierung der Projekte und bei der Durchführung der Forschungsvorhaben wird auf standortübergreifende und hochvernetzte Strukturen geachtet. Die Forschungsthemen und -schwerpunkte des BZKF greifen dabei aktuelle Fragestellungen der Krebsmedizin auf und berücksichtigen sowohl erwachsene als auch kindliche Krebserkrankungen. Für die Durchführung von Versorgungsforschung und epidemiologischer Forschung bietet das Bayerische Krebsregister eine wertvolle Grundlage und zählt damit zu den für die Krebsforschung und -versorgung wichtigsten Partnerinstitutionen des Bayerischen Zentrums für Krebsforschung (BZKF). Nach dem Bayerischen Krebsregistergesetz (BayKRegG, vom 7. März 2017) sind Ärzte verpflichtet, Krebserkrankungen an das Bayerische Krebsregister des Bayerischen Landesamts für Gesundheit und Lebensmittelsicherheit (LGL) zu melden. Damit werden alle bösartigen Neubildungen und ihre Frühformen flächendeckend in ganz Bayern erfasst. Durch die Registrierung der Krebserkrankungen in einem zentralen Krebsregister ist es möglich, mehr über die Ursachen und Entwicklung von Krebskrankheiten herauszufinden. Das Bayerische Krebsregister trägt somit zur Qualitätssicherung in der Versorgung bei.

Das BZKF hat 2023 gemeinsam mit einer onkologischen Arbeitsgruppe von pharmazeutischen Unternehmen ein einheitliches Vertragsmuster für klinische Studien verabschiedet.

### Einheitlicher Studienvertrag
Das BZKF hat gemeinsam mit einer onkologischen Arbeitsgruppe von pharmazeutischen Unternehmen ein einheitliches Vertragsmuster für klinische Studien verabschiedet. Ziel des BZKF-Studienvertragsmusters ist die Beschleunigung des Vertragsabschlusses bei der Durchführung klinischer Studien und somit die Ausweitung des Studienangebots für Patientinnen und Patienten. Dieser Meilenstein wird Bayern als Standort zur Durchführung von klinischen Studien maßgeblich stärken und die Wettbewerbsfähigkeit des Forschungsstandortes Bayern erhöhen.

## Arbeitsgruppen
Die BZKF-Arbeitsgruppen haben die Harmonisierung und Etablierung einheitlicher Grundstrukturen an allen sechs Universitätsklinika zum Ziel. Dabei unterstützen diese Arbeitsgruppen die Weiterentwicklung moderner Diagnostik für Krebserkrankte, um individuelle auf den Patienten zugeschnittene Therapieformen zu ermöglichen. Aufgrund einheitlicher Grundstrukturen an allen sechs bayerischen Universitätsklinika, werden u. a. gleiche Bedingungen für die Durchführung von klinischen Studien an allen BZKF-Standorten geschaffen. Derzeit gibt es sechs Arbeitsgruppen zu den Themen AMG / MPG, Biobank, Informationstechnik, interdisziplinäre Einheit für frühe klinische Studien, Molekulares Tumorboard sowie Öffentlichkeitsarbeit und Social Media, weitere Arbeitsgruppen befinden sich derzeit im Aufbau.

### Arbeitsgruppe AMG / MPG
Die Arbeitsgruppe AMG / MPG ist erste Kontaktstelle für Anfragen der pharmazeutischen Industrie und Medizintechnik und koordiniert den Austausch mit den Studiengruppen und Leuchttürmen im BZKF. Kernaufgabe ist die Sammlung und Priorisierung der Forschungsansätze, die in den Studien- und Leuchtturmgruppen entwickelt werden, um diese im weiteren Verlauf entsprechend an die pharmazeutische Industrie heranzutragen.

### Arbeitsgruppe Biobank
Die Arbeitsgruppe Biobank schafft einheitliche Qualitätsstandards für die Sammlung und Archivierung von Biomaterialien. Die Verfügbarkeit dieser Materialien ist Voraussetzung für die anwendungsorientierte Krebsforschung und dient als Grundlage für zukünftige, innovative Forschungsansätze.

### Arbeitsgruppe Informationstechnik (IT)
Die Arbeitsgruppe Informationstechnik befasst sich mit dem Aufbau einer einheitlichen IT-Infrastruktur innerhalb des BZKF und u. a. mit der Schaffung eines gemeinsamen Studienregisters. Sie wirkt außerdem auf eine Harmonisierung der Biobanken und die Schaffung von Schnittstellen zum Austausch von klinischen und molekularbiologischen Daten hin.

### Arbeitsgruppe Interdisziplinäre Einheit für frühe klinische Studien
In Interdisziplinären Einheiten für frühe klinische Studien oder Early Clinical Trial Units (ECTU) werden Patienten mit verschiedenen Krebserkrankungen in frühen klinischen Studien behandelt. Dabei kommen häufig Medikamente und Therapieansätze zur Anwendung, für die die klinische Entwicklung am Anfang steht. Somit ermöglichen frühe klinische Studien Zugang zu innovativen Therapien. Primäres Ziel des ECTU-Netzwerks im BZKF ist ein verbesserter Zugang für Patienten zu diesen innovativen Krebstherapien. Auch die Gestaltung eines gemeinsamen BZKF-weiten Studienportfolios sowie die Harmonisierung und Verbesserung der Rekrutierungsaktivitäten für diese frühen klinischen Studien an den sechs bayerischen Universitätsklinika steht im Fokus dieser Arbeitsgruppe.

### Arbeitsgruppe Molekulares Tumorboard / Molekulare Medizin (MOLTB)
Die Arbeitsgruppe Molekulares Tumorboard hat zum Ziel Patienten mit einer fortgeschrittenen Krebserkrankung, für die keine erfolgversprechenden Regeltherapien zur Verfügung stehen, Zugang zu breiter molekularer Charakterisierung ihres Tumors und darauf zugeschnittenen Therapiestrategien zu ermöglichen. Zudem strebt die Arbeitsgruppe eine Vereinheitlichung im Vorgehen der Tätigkeiten der Molekulare Tumorboards an allen sechs BZKF-Standorten an.

### Arbeitsgruppe Öffentlichkeitsarbeit
Die Arbeitsgruppe arbeitet daran, das BZKF in der öffentlichen Wahrnehmung sichtbar zu machen und stellt aktuelle Informationen und Angebote rund um das Thema Krebs zur Verfügung. Die neusten Erkenntnisse der Krebsforschung werden regelmäßig über verschiedene Kanäle und Formate für interessierte Bürger veröffentlicht.

## Leuchttürme
Das BZKF verfolgt den Aufbau und die dauerhafte Etablierung von Leuchtturmstrukturen.
Die Leuchtturmstrukturen werden auf den spezifischen Stärken der BZKF-Standorte basierend eingerichtet und fokussieren sich auf spezielle Technologien und Expertise. Dadurch wird bereits vorhandene Expertise genutzt, gebündelt und gezielt ausgebaut. Unnötige Doppelvorhaltungen werden vermieden. Der schrittweise Ausbau der Leuchtturmstrukturen erfolgt jeweils an den einzelnen Standorten. So schafft das BZKF eine gezielte Bündelung und den Ausbau vorhandener Fachkenntnisse, stärkt den nachhaltigen bayernweiten Zusammen-schluss und schafft einen Mehrwert für die bayerische Bevölkerung. Die Leuchtturmstrukturen sind Voraussetzung für komplexe Weiterentwicklungen im jeweiligen Bereich und übernehmen Servicefunktionen für das gesamte Zentrum. Umgekehrt führt der Austausch von Proben und die Zuweisung von Patienten mit besonderen Fragestellungen aus dem gesamten Zentrum an die jeweils hoch spezialisierte Stelle zu optimaler Diagnostik und Therapie sowie zu schnelleren Fortschritten in den jeweiligen Bereichen, die wiederum allen zugutekommen. Die Leuchtturmstrukturen und die standortübergreifende Nutzung ihrer Expertise im BZKF stellen einerseits die internationale Exzellenz, andererseits die bayernweite Teilhabe und Verbesserung der Versorgung der Patienten sicher. Bereits geförderte Leuchttürme sind u. a. Bildgebung/Theranostics und zelluläre Immuntherapien.

### Bildgebung, Theranostics
Bayern ist international führend in der Entwicklung von bildgebenden und theranostischen Verfahren. Durch diesen Leuchtturm soll die klinische Testung dieser Innovationen beschleunigt und der bayerischen Bevölkerung ein rascherer Zugang zu diesen neuen Techniken gegeben werden.

### Zelluläre Immuntherapien
In diesem Leuchtturm werden neue Immunzelltherapeutika für die klinische Anwendung bei Krebspatienten entwickelt. Besonderes Augenmerk liegt hierbei auf Chimäre Antigen-Rezeptor (CAR) und T–Zell-Rezeptor (TZR) genmodifizierten T-Zellen.

### Digitalisierung, Artificial Intelligence, Bioinformatik
Die Digitalisierung der Versorgungs- und Forschungsprozesse im BZKF führt zu klinischen Daten, Bilddaten, Bioprobeninformationen und molekularen Daten, die für innovative Verfahren der Bioinformatik und der Künstlichen Intelligenz nutzbar gemacht werden.

### Lokale Therapien
Lokale Therapieformen sind neben medikamentösen Ansätzen, die im ganzen Organismus wirken, essentiell für die Behandlung von Krebserkrankungen. In diesem Zusammenhang sind chirurgische Verfahren, strahlentherapeutische Verfahren und invasiv radiologische Verfahren von besonderer Bedeutung.

### Omics, Genomics, Liquid Biopsy
Ziel des Leuchtturmes ist es, Multi-Omics mit dem Fokus Proteogenomik und Liquid-Biopsy-Methodik als wesentlichen Bestandteil innovativer translationaler Forschung und klinischer Versorgung für alle Netzwerkmitglieder verfügbar zu machen.

### Präklinische Modelle
Der Leuchtturm entwickelt (1) Ressourcen (Zellsysteme, Mausmodelle, genetische Werkzeuge, Datenbanken) und (2) Methoden, Technologien und SOPs, um präklinische Modelle für alle Partner im BZKF nutzbar zu machen. Ziel ist die Identifizierung und Validierung von pharmakologischen Targets ebenso wie das genetische Targeting und Screening.

## Klinische Studiengruppen
Klinische Studiengruppen übernehmen die Durchführung der klinischen Studien an Patienten mit bestimmten Merkmalen einer Krebserkrankung. Diese sind um eine besondere Methodik gruppiert oder fokussieren die Behandlung einer Krankheit in einem spezifischen Stadium. Häufig werden Studiengruppen auch als Mischung beider Ansätze konzipiert. Klinische Studiengruppen testen und validieren innovative und patientennahe Ansätze aus den Forschungslaboren und Entwicklungsabteilungen der Universitätsklinika zur Prävention, Diagnostik und Therapie von Krebserkrankungen und übernehmen die epidemiologische Überprüfung der Wirksamkeit und Verträglichkeit. Zugleich untersuchen die Studiengruppen die Lebensqualität der Krebspatienten und integrieren dabei neues Wissen in den Versorgungsalltag. Klinische Studiengruppen tragen damit u. a. zur Verbesserung der Prävention und Früherkennung von Krebserkrankungen bei. Das BZKF schließt mit dieser Struktur die Lücke zwischen Erkenntnissen der Grundlagenforschung und der daraus resultierenden Verbesserung der etablierten Krankenversorgung von Krebserkrankten. Es bildet die Basis für eine effektive patientennahe Krebsforschung und die klinische Umsetzung der in Bayern entwickelten innovativen Behandlungskonzepte. Folgende klinische Studiengruppen wurden im Jahr 2020/2021 im BZKF gegründet. 2021 wurden die ersten Leuchttürme und klinischen Studiengruppen mit insgesamt 2,3 Millionen Euro finanziert.
- AML (Akute myeloische Leukämie)
- Cancer of Unknown Primary (Krebs unklaren Ursprungs)
- Leberkarzinom
- Lungentumoren
- Malignes Melanom
- Mammakarzinom
- Multiples Myelom
- Ovarialkarzinom
- Pankreaskarzinom
- Primäre und sekundäre maligne Hirntumoren bei Erwachsenen
- Prostatakarzinom
- R/R ALL
- Urothelkarzinom
- Weichteilsarkome
- ZNS-Tumoren bei Kindern und Jugendlichen

Weitere entitätenspezifische Studiengruppen werden in Zukunft etabliert.

### Studienregister
Das BZKF verfügt über ein gemeinsames, zentrales Studienregister für Bayern. Durch die Bereitstellung wird die Vielzahl der onkologischen Studien in einer öffentlich zugänglichen Datenbank gebündelt. Krebspatientinnen und -patienten sowie behandelnde Ärztinnen und Ärzte haben die Möglichkeit, klinische Studien bayernweit online einzusehen.